# ロケットリーグ
『ロケットリーグ』（英: Rocket League）は、Psyonix LLCより配信されたゲームソフト。対応プラットフォームはSteam・PlayStation 4・Xbox One・Nintendo Switch。
ジャンプやロケット飛行ができる特殊な車を操作してサッカーを行う架空のスポーツを題材としている。略称は『ロケリ』。
当初は有料での配信であり、2020年9月24日0:00（日本時間）より基本無料化された。無料化に伴い、Steamでの配信は終了し、Epic Gamesストアでの配信が開始された。
2021年11月にはモバイル向けスピンオフゲーム『ロケットリーグ サイドスワイプ』(Rocket League Sideswipe)が配信開始された（後述）。

## 概要
ジャンプやロケットダッシュを利用した加速、飛行も可能な「ロケットカー」を操作してサッカーを行うゲーム。プレイ人数は1対1から4対4まで変更可能。オンライン時は最大8人同時プレイが可能となっている。
また、サッカーの他に、アイスホッケー形式(3対3)、バスケットボール形式(2対2)等も追加されている。（→ゲームモード）
フィールド内は天井も含めて金網で覆われており、アウト・オブ・バウンズ(OB)は無く、ロケットカーも壁に沿って走ることが可能。ボールを相手ゴールに入れると1点を獲得し、制限時間内により多く得点を獲得したチームの勝利となる。1ゲームは制限時間5分だが、オプションで変更も可能。
ゲーム開始はカウントダウンで始まる。キックオフはなく、互いに中立の位置にボールが置かれ、各チームのロケットカーはボールを中心に点対称になるように配置される。ロケットカーの配置は複数のパターンからランダムに選ばれる。
ボールがゴールに入ると、ボールが初期位置に、ロケットカーが再配置される。
フィールド上では各所に「ロケットダッシュ」のためのチャージポイントが設置されており、通過すると取得(一定時間で再出現)。ロケットカーはこのチャージしたポイントを消費してロケットダッシュが可能となる。
ゲーム終了は制限時間経過後にボールが着地した時、若しくはゴールに入った時となる。（制限時間が経過しただけではゲーム終了とならない）ゲーム終了時に同点の場合は制限時間のないサドンデスの延長戦となり、先にゴールを決めた方の勝利となる。
ファウルの類は無く、相手のロケットカーに体当たりして妨害、および破壊することも認められている。破壊されたロケットカーは数秒後に復帰する。
車が壁面や天井を走ったり、強い衝撃を受けるとロケットカーが爆発したり、ゴールするとボールが爆発して周囲の車が吹き飛んだりといった派手な演出が特徴。
日本版では発売以来、課金アイテムであるゲーム内クレジットを購入できなかったが、無料化と同時に課金が可能となった。
2019年5月7日、本作の開発会社であるPsyonixをアメリカのゲーム会社Epic Gamesが買収したことが発表された。

## ゲームモード

### オンラインプレイ
インターネット回線を介して最大8人での対戦を行う。
大きく3つのカテゴリーに分けられている。「カジュアル」はノーレート戦である。「コンペティティブ」と「追加モード」は、試合結果に応じてランクづけされるレート戦となっている。
【カジュアル】
スタンダード、ダブルス、デュエル、カオス
概要の基本ルールに基づきそれぞれ3対3、2対2、1対1、4対4で試合を行う。
【コンペティティブ】
スタンダード、ダブルス、ソロデュエル
概要の基本ルールに基づきそれぞれ3対3、2対2、1対1で試合を行う。「カジュアル」にあった4対4（カオス）は無い。
【追加モード】
スノーデイ
ホッケー形式の試合を3対3で行う。ボールが滑りやすいパックになり、スタジアムも専用のものとなる。
バスケットボール
バスケットボール形式の試合を2対2で行う。独自のゴールが設置された専用のスタジアムになり、実際のバスケットボール同様に試合開始時にボールが真上に投げられる。
ランブル
11種類のパワーアップが使用可能な状態で3対3の試合を行う。
パワーアップは前のものを使い終わってから10秒ごとに自動で供給され、任意のタイミングで使用できる。
ドロップショット
六角形の板が敷き詰められた専用のスタジアムで3対3の試合を行う。このスタジアムにはゴールが無く、敵陣の床にボールを落とすことで穴を開け、そこにボールを落とし込むことで得点を獲得できる。なお穴はボールしか通さないので、空いた穴にロケットカーが落下してしまうことはない。

### その他のモード
エキシビジョン
オフラインでの対戦を行う。CPUとの対戦や、観戦も可能。
シーズン
CPU相手にリーグ戦を行う。
ガレージ
入手したアイテムを使用しロケットカーのカスタマイズを行う。
カスタマイズ項目やアイテムはボディの種類や色、ロケット使用時の排出物(煙や炎など)等多く存在するが、ボディの種類による当たり判定の若干の違いを除き、基本的に性能に影響はない。
トレーニング
チュートリアルでゲームの基礎を学んだり、練習を行うモード。

## 追加ダウンロードコンテンツ

### ロケットカー
スーパーソニック・フューリー
ドミナスとタクミの2種類の車体とホイールやペイントなどの装飾。それらを使用したトロフィー/実績も追加される。
バトルカーの逆襲
スカラベとジッピーの2種類の車体とホイールやペイントなどの装飾。それらを使用したトロフィー/実績も追加される。
バック・トゥ・ザ・フューチャー
映画『バック・トゥ・ザ・フューチャー』に登場したデロリアンのデザインの車体(ホイール変更等のカスタマイズ不可)。燃えるタイヤ痕や飛行中のタイヤの変形など、原作の様々なギミックが再現されている。
カオス・ラン
リッパーとグロッグの2種類の車体とホイールやペイントなどの装飾。それらを使用したトロフィー/実績も追加される。
バットマン v スーパーマン：ドーン・オブ・ジャスティス
映画『バットマン vs スーパーマン ジャスティスの誕生(原題：Batman v Superman: Dawn of Justice)』に登場したバットモービルのデザインの車体(ホイール変更等のカスタマイズ不可)。
エスパー
アップデート『ネオ・トーキョー』で追加された同名の新フィールドに着想を得てデザインされた車体。AKIRAの金田バイクを四輪にしたようなデザインをしている。
マサムネ
上記エスパーと同じく追加された車体。
マローダー
前作に当たる『スーパソニック・アクロバティック・ロケットパワード・バトルカー (Supersonic Acrobatic Rocket-Powered Battle-Cars) 』から復刻された車体。
アフターショック
上記マローダーと同じく復刻された車体。
トリトン
アップデート『アクアドーム』で追加された同名の新フィールドに着想を得てデザインされた車体。潜水艦のような外見をしている。
プロテウス
上記トリトンと同じく追加された車体。同じく潜水艦風の外見で、操作できないが物理計算で揺れる2本の作業用アームが付いている。
ヴァルカン
アップデート『スターベース　ARC』で追加された同名の新フィールドに着想を得てデザインされた車体。
ツインミルIII
ホットウィール(Hot Wheels)のツインミルIIIのデザインの車体。コラボ商品だが、デロリアンやバットモービルと異なり全ての項目がカスタマイズ可能。
ボーンシェイカー
ホットウィール(Hot Wheels)のボーンシェイカーのデザインの車体。上記ツインミルIIIと同じく全ての項目がカスタマイズ可能。
アイスチャージャー
映画『ワイルド・スピード ICE BREAK(原題：The Fate of the Furious / Fast & Furious 8)』に登場するダッジ・チャージャーのデザインの車体。全ての項目がカスタマイズ可能。
チャージャー R/T
映画"The Fast and the Furious"に登場するダッジ・チャージャーのデザインの車体。全ての項目がカスタマイズ可能。
ワイパーが残っているなど、アイスチャージャーより無改造に近い姿となっている。
スカイライン GT-R R34
同じくThe Fast and the Furiousに登場する日産・GT-Rのデザインの車体。全ての項目がカスタマイズ可能。
ライセンス契約で登場する車体の中では初の日本車となる。
DCスーパーヒーローズパック
ダークナイト ライジングのタンブラー、映画『バットマン』のバットモービル、その他DCコミックスのキャラクターをイメージしたアイテムのセット。
バットマン版バットモービルはドーン・オブ・ジャスティス版バットモービルと同様に色のみカスタマイズ可能。
タンブラーは色すら変更できないが、代わりにデカールを変更して迷彩柄にできる。
ジュラシック・ワールド　カーパック
ジュラシック・ワールドのジープ・ラングラーや装飾用アイテムのセット。
ラングラーはロケットトレイルのみカスタマイズ可能。
トリプルスレットDLCパック
ホットウィール(Hot Wheels)のガゼラGT、MR11、ファスト4WDのデザインの車体。
デカール以外の項目は全てカスタマイズ可能だが、殆どのデカールは色が固定されている。デフォルトデカールとダイキャストのみ色と質感の両方を変更出来るが、違いはロケットリーグのロゴマークやエンブレムの有無のみである。

### その他
NBAフラッグパック
NBAの公式30チームのフラッグをアンテナとしてバトルカーに装着出来るパック。

## クロスプラットフォーム対応
本作はクロスプラットフォームに対応している。
- Xbox One版、Nintendo Switch版、PC版同士のクロスプレイは2017年11月に実装[6]。
- PS4版はPC版とのクロスプレイのみ対応していたが、[7]2019年1月15日よりXbox One版、Nintendo Switch版とのクロスプレイに対応した[8]。

## eスポーツ
本作はその競技性の高さから数々の大会が開かれており、eスポーツタイトルのひとつとなっている。
開発元であるPsyonixは2016年3月から定期的に公式大会を開いている（Rocket League Championship Series）。
日本国内においても、Logicool G CUP、全国高校eスポーツ選手権などで本作が競技タイトルとして採用されている。
2024年3月公開の日本映画『PLAY!〜勝つとか負けるとかは、どーでもよくて〜』は、本作のeスポーツを題材としている。

## 評価

### 受賞歴
| 受賞年 | 賞                                     | 部門                        | 結果       | 出典          |
| ------ | -------------------------------------- | --------------------------- | ---------- | ------------- |
| 2015   | The Game Awards 2015                   | Best Independent Game       | 受賞       | [ 12 ]        |
| 2015   | The Game Awards 2015                   | Best Sports/Racing Game     | 受賞       | [ 12 ]        |
| 2015   | The Game Awards 2015                   | Best Multiplayer            | ノミネート | [ 12 ]        |
| 2016   | 第19回D.I.C.E. Awards                  | Sports Game of the Year     | 受賞       | [ 13 ]        |
| 2016   | 第19回D.I.C.E. Awards                  | Outstanding Online Gameplay | 受賞       | [ 13 ]        |
| 2016   | 第19回D.I.C.E. Awards                  | D.I.C.E. Sprite Award       | 受賞       | [ 13 ]        |
| 2016   | 第16回Game Developers Choice Awards    | Game of the Year            | ノミネート | [ 14 ]        |
| 2016   | 第16回Game Developers Choice Awards    | Best Design                 | 受賞       | [ 14 ]        |
| 2016   | SXSWゲーム賞2016                       | ゲームプレイ部門            | ノミネート | [ 15 ]        |
| 2016   | SXSWゲーム賞2016                       | デザイン部門                | ノミネート | [ 15 ]        |
| 2016   | SXSWゲーム賞2016                       | マルチプレイヤー部門        | 受賞       | [ 15 ]        |
| 2016   | 第12回英国アカデミー賞ゲーム部門       | Best Game                   | ノミネート | [ 16 ] [ 17 ] |
| 2016   | 第12回英国アカデミー賞ゲーム部門       | Game Design                 | ノミネート | [ 16 ] [ 17 ] |
| 2016   | 第12回英国アカデミー賞ゲーム部門       | Multiplayer                 | 受賞       | [ 16 ] [ 17 ] |
| 2016   | 第12回英国アカデミー賞ゲーム部門       | Sports                      | 受賞       | [ 16 ] [ 17 ] |
| 2016   | 第12回英国アカデミー賞ゲーム部門       | Family                      | 受賞       | [ 16 ] [ 17 ] |
| 2017   | 第13回英国アカデミー賞ゲーム部門       | Evolving Game               | 受賞       | [ 18 ]        |
| 2017   | ゴールデンジョイスティックアワード2017 | eSports Game of the Year    | ノミネート | [ 19 ]        |
| 2017   | ゴールデンジョイスティックアワード2017 | Still Playing               | ノミネート | [ 19 ]        |
| 2017   | The Game Awards 2017                   | Best Esports Game           | ノミネート | [ 20 ]        |
| 2018   | ゴールデンジョイスティックアワード2018 | eSports Game of the Year    | ノミネート | [ 21 ]        |
| 2019   | ゴールデンジョイスティックアワード2019 | Still Playing               | ノミネート | [ 22 ]        |

## ロケットリーグ サイドスワイプ
『ロケットリーグ サイドスワイプ』(Rocket League Sideswipe)は、2021年に配信開始されたiOS/Android向けカーサッカーゲーム。
原作『ロケットリーグ』のエッセンスをそのまま、2D化などのアレンジを加え、スマートフォンでのプレイに最適化している。
2021年3月にオーストラリア・ニュージーランド在住のAndroidユーザー向けにアルファテストを実施。同年11月15日にオセアニア地域向けに配信開始したのを皮切りに、11月29日にかけて配信地域を全世界に拡大した。

## その他
- かつて「コンペティティブ」にはソロスタンダードというモードがあった。これは、パーティでの参加はできず、双方のチームとも単独のプレイヤーによりマッチングされるモードであったが、2020年9月をもって削除された[30]。
- PlayStation Plusの2015年11月4日から12月1日までの「フリープレイ」対象になっていた。PS4版には限定マシンとして、ツイステッドメタル (Twisted Metal) からゲスト参戦したスウィートトゥースが登場する[31]。
- Xbox One ダウンロード版は発売当初から追加ダウンロードコンテンツ「スーパーソニック・フューリー」、「バトルカーの逆襲」、「カオス・ラン」が含まれる。また、 一定の条件を満たすとXbox One 専用バトルカー（『Halo』 のワートホグの特別バージョン“ホグ・スティッカー”と『Gears of War』の“アルマジロ”）が使用できる。
- Nintendo Switch 版では、マリオをモデルにした“Mario NSR”とルイージをモデルにした“Luigi NSR”、メトロイドシリーズのサムスのガンシップがモデルの“Samus' Gunship”が登場する。
- PC版(Steam)とPS4版にGame of the Year Editionが2016年11月22日(PS4日本ストアでは2016年12月12日)より配信された。追加ダウンロードコンテンツ「スーパーソニック・フューリー」、「バトルカーの逆襲」、「カオス・ラン」が含まれる[32][33]。
- タイトル画面でコナミコマンドを入力するとタイトルロゴとBGMが前作"Supersonic Acrobatic Rocket-Powered Battle-Cars（英語版）"のものになる。背景のスタジアムも前作に登場したWastelandになる。
- PS5でPS4版を、XSX/SでXBO版をプレイする場合、4K出力[注 2]・120fps出力・HDR出力に対応する[34]。